# Henry Cameron
Henry Cameron (28 de junio de 1997 en Lytham St Annes) es un futbolista inglés, poseedor también de la nacionalidad neozelandesa, que juega como mediocampista en el Team Wellington de la Stirling Sports Premiership.

## Carrera
Tras varias actuaciones destacadas en las inferiores del Blackpool, firmó su primer contrato profesional en enero de 2015. Tras hacer 11 apariciones en la temporada 2014/15, extendió su vínculo. El club descendió a la Football League One, donde Cameron apareció en varias ocasiones hasta que una lesión lo marginó por el resto del torneo. Nuevamente, el Blackpool perdió la categoría, descendiendo a la cuarta división inglesa. Durante la temporada 2016-17 el club logró regresar a la tercera categoría, pero Cameron fue relegado en el plantel. En 2017 fue rescindido de su contrato y firmó con el Limerick irlandés. A mediados de 2018 fichó para el Team Wellington de Nueva Zelanda.

### Clubes
| Club            | País          | Año             |
| --------------- | ------------- | --------------- |
| Blackpool       | Inglaterra    | 2015 - 2017     |
| Limerick        | Irlanda       | 2017 - 2018     |
| Team Wellington | Nueva Zelanda | 2018 - Presente |

### Selección nacional
Cuando el entrenador de Nueva Zelanda, Anthony Hudson, comenzó una búsqueda para encontrar jugadores profesionales que fuera elegibles para los All Whites uno de los nombres que consiguió fue el de Cameron. Su debut con el equipo neozelandés se produjo el 13 de noviembre de 2015 en un amistoso ante Omán. Posteriormente, sería convocado por Darren Bazeley para disputar la Copa Mundial de Fútbol Sub-20 de 2017 con el combinado neozelandés.

#### Partidos y goles internacionales
| Partidos y goles internacionales | Partidos y goles internacionales | Partidos y goles internacionales | Partidos y goles internacionales | Partidos y goles internacionales | Partidos y goles internacionales | Partidos y goles internacionales |
| #                                | Fecha                            | Estadio                          | Rival                            | Resultado                        | Competición                      | Gol(es)                          |
| -------------------------------- | -------------------------------- | -------------------------------- | -------------------------------- | -------------------------------- | -------------------------------- | -------------------------------- |
| 2015                             |                                  |                                  |                                  |                                  |                                  |                                  |
| 1                                | 12 de noviembre                  | Estadio Al-Seeb, Mascate         | Omán                             | 1 – 0                            | Amistoso                         |                                  |
| 2016                             |                                  |                                  |                                  |                                  |                                  |                                  |
| 2                                | 11 de octubre                    | RFK Stadium, Washington D. C.    | Estados Unidos                   | 1 – 1                            | Amistoso                         |                                  |
| 2018                             |                                  |                                  |                                  |                                  |                                  |                                  |
| 3                                | 2 de junio                       | Mumbai Football Arena, Bombay    | Kenia                            | 1 – 2                            | Copa Intercontinental 2018       |                                  |
| 4                                | 5 de junio                       | Mumbai Football Arena, Bombay    | China Taipéi                     | 1 – 0                            | Copa Intercontinental 2018       |                                  |
| 5                                | 7 de junio                       | Mumbai Football Arena, Bombay    | India                            | 2 – 1                            | Copa Intercontinental 2018       |                                  |